# Sân bay Alicante
Sân bay quốc tế Alicante (tiếng Tây Ban Nha: Aeropuerto Internacional de Alicante), (IATA: ALC, ICAO: LEAL), tên ban đầu El Altet, là sân bay chính của vùng Alicante và Murcia ở Tây Ban Nha. Sân bay này nằm bên trong đô thị Elx (Elche), 9 km về phía tây nam của Alicante.
El Altet được khai trương ngày 4 tháng 5 năm 1967, thay thẻ sân bay cũ La Rabassa từ năm 1936. Sân bay lấy tên theo một phần của thành phố Elx.
Sân bay này là căn cứ của các hãng Air Nostrum, Evelop Airlines, Na Uy Air Shuttle, Ryanair, Vueling và Jet2.com. Lưu lượng hành khách đã tăng đáng kể trong thập kỷ qua, đánh bại kỷ lục hàng năm của chính nó kể từ năm 2013 cho đến nay; đặc biệt, năm 2015, sân bay có tổng lượng khách 10.574.484 lượt hành khách. Sau đó, vào năm 2016, nó đã lập kỷ lục mới với gần 12.350.000 lượt hành khách, năm 2017, nó đã lập kỷ lục mới liên tiếp ở mức 13,7 triệu hành khách. Đây là một trong 50 bận rộn nhất ở châu Âu. Có tới 80% tất cả các chuyến bay chở khách là quốc tế. Số lượng hành khách lớn nhất đến từ Vương quốc Anh, Đức, Hà Lan, Na Uy, Bỉ và Thụy Điển. Các điểm đến trong nước phổ biến là Madrid, Palma de Mallorca và Barcelona.

## Các hãng hàng không và tuyến bay

### Hành khách
| Hãng hàng không                | Các điểm đến |
| ------------------------------ | --- |
| Aer Lingus                     | Dublin Theo mùa: Cork |
| Aeroflot                       | Moscow–Sheremetyevo |
| Air Algérie                    | Algiers, Oran, Tlemcen |
| Air Europa                     | Madrid, Palma de Mallorca Theo mùa: Asturias, Barcelona, Bilbao, Gran Canaria, Malaga, Santiago de Compostela, Seville, Tenerife–North |
| Atlantic Airways               | Thuê chuyến theo mùa: Vágar |
| Belavia                        | Theo mùa: Minsk |
| British Airways                | London–Gatwick Theo mùa: Manchester Thuê chuyến theo mùa: Edinburgh, Glasgow |
| Brussels Airlines              | Brussels |
| easyJet                        | Belfast–International, Bristol, Edinburgh, Glasgow, Liverpool, London–Gatwick, London–Luton, London–Southend, Manchester, Newcastle upon Tyne |
| easyJet Europe                 | Amsterdam, Berlin–Tegel Theo mùa: Milan–Malpensa |
| easyJet Switzerland            | Basel/Mulhouse, Geneva |
| Eurowings                      | Düsseldorf, Stuttgart |
| Finnair                        | Helsinki |
| Flybe                          | Doncaster/Sheffield (ngưng từ 26/10/2019), Exeter (ngưng từ 25/10/2019), Norwich (ends ngày 25 tháng 10 năm 2019), Southampton (ngưng từ 26/10/2019) |
| Iberia Regional                | Gran Canaria, Madrid Theo mùa: Bilbao, Ibiza, Menorca, Palma de Mallorca, Tenerife–North |
| Icelandair                     | Thuê chuyến theo mùa: Reykjavík–Keflavík |
| Jet2.com                       | Belfast–International, Birmingham, East Midlands, Edinburgh, Glasgow, Leeds/Bradford, London–Stansted, Manchester, Newcastle upon Tyne |
| KLM                            | Amsterdam |
| Lauda                          | Düsseldorf, Vienna (bắt đầu từ ngày 30/10/2019) |
| Level                          | Vienna |
| Lufthansa                      | Frankfurt, Munich |
| Neos                           | Theo mùa: Reykjavík–Keflavík |
| Norwegian Air Shuttle          | Ålesund, Bergen, Billund, Copenhagen, Düsseldorf (ends ngày 27 tháng 10 năm 2019), Gothenburg, Helsinki, London–Gatwick, Munich, Oslo, Reykjavík–Keflavík, Sandefjord, Stavanger, Stockholm–Arlanda, Tenerife–North, Tenerife-South, Trondheim Theo mùa: Aalborg, Harstad/Narvik, Tromsø |
| Ryanair                        | Aberdeen, Beauvais, Belfast–International, Bergamo, Berlin–Schönefeld, Berlin–Tegel, Billund, Birmingham, Bournemouth, Bologna, Bremen, Bristol, Brussels, Charleroi, Cologne/Bonn, Copenhagen, Cork, Dublin, Düsseldorf, East Midlands, Edinburgh, Eindhoven, Exeter (bắt đầu từ ngày 29/10/2019), Frankfurt, Gdańsk, Glasgow, Glasgow–Prestwick, Gothenburg, Hamburg, Haugesund, Karlsruhe/Baden-Baden, Kaunas, Kraków, Leeds/Bradford, Liverpool, London–Gatwick, London–Luton, London–Stansted, London-Southend, Maastricht/Aachen, Manchester, Marseille, Memmingen, Milan–Malpensa, Newcastle upon Tyne, Newquay, Palma de Mallorca, Porto, Poznań, Rome–Ciampino, Rome–Fiumicino, Santiago de Compostela, Sandefjord/Torp, Seville, Shannon, Stockholm–Skavsta, Toulouse, Warsaw–Modlin, Weeze, Wrocław Theo mùa: Bordeaux, Kerry, Knock, Pardubice, Nuremberg, Munich, Västerås, Växjö |
| S7 Airlines                    | Moscow–Domodedovo, Saint Petersburg |
| Scandinavian Airlines          | Bodø, Oslo, Stavanger, Stockholm–Arlanda Theo mùa: Bergen, Copenhagen, Gothenburg, Kristiansand, Trondheim |
| SkyUp                          | Kiev–Boryspil |
| Smartwings Poland              | Thuê chuyến theo mùa: Katowice, Warsaw–Chopin, Wrocław |
| Swiss International Air Lines  | Theo mùa: Geneva, Zürich |
| TAP Air Portugal               | Lisbon |
| TAROM                          | Theo mùa: Bucharest |
| Transavia                      | Amsterdam, Eindhoven, Rotterdam |
| Transavia France               | Paris–Orly |
| TUI Airways                    | Birmingham, Cardiff, Doncaster/Sheffield, East Midlands, Edinburgh, Glasgow, London–Gatwick, Manchester, Newcastle upon Tyne Theo mùa: Bristol |
| TUI fly Belgium                | Antwerp, Brussels, Casablanca, Charleroi, Liège, Ostend/Bruges |
| Ukraine International Airlines | Ivano-Frankivsk Thuê chuyến: Kiev–Boryspil |
| Volotea                        | Asturias, Bilbao Theo mùa: Bordeaux, Lyon, Nantes, Toulouse, Venice |
| Vueling                        | Algiers, Amsterdam, Asturias, Barcelona, Bilbao, Brussels, Cardiff, Gran Canaria, Ibiza, London–Gatwick, Milan–Malpensa, Nantes, Oran, Palma de Mallorca, Paris–Charles de Gaulle, Paris–Orly, Rome–Fiumicino, Santiago de Compostela, Saint Petersburg, Tenerife–North, Zürich Theo mùa: Menorca |
| Wizz Air                       | Bucharest, Budapest, Sofia, Vienna (bắt đầu từ ngày ngày 17 tháng 12 năm 2019) Theo mùa: Cluj-Napoca, Warsaw–Chopin |
| Yanair                         | Theo mùa: Kiev–Boryspil |

### Hàng hóa
| Hãng hàng không | Các điểm đến     |
| --------------- | ---------------- |
| DHL Aviation    | Tangier, Vitoria |